# Breathe In. Breathe Out.
Breathe In. Breathe Out. é o quinto álbum de estúdio da cantora e atriz norte-americana Hilary Duff, lançado no dia 12 de junho de 2015 pela gravadora RCA Records. É seu primeiro trabalho fonográfico após ela se manter afastada trabalhando em outros projetos. Duff começou a trabalhar no álbum em janeiro de 2012, mas depois de descartar as músicas que gravou, ela retomou as sessões em setembro de 2013, continuando ao longo de 2014 e 2015. Depois de assinar com a RCA Records em 2014, ela lançou os singles "Chasing the Sun" e "All About You". Após o lançamento desses dois singles, Duff gravou mais músicas na Suécia em fevereiro de 2015 e lançou o primeiro single do álbum, "Sparks". Musicalmente, Breathe In. Breathe Out. é um álbum de dance-pop com elementos de EDM e folk-pop. O cantor e compositor Kendall Schmidt participa da versão final da faixa "Night Like This".
O álbum recebeu críticas geralmente positivas dos críticos musicais, elogiando sua qualidade de produção e a mistura de gêneros no disco. O álbum estreou na quinta posição na parada Billboard 200 dos Estados Unidos, tornando-se sua quinta entrada no top cinco. Também alcançou as 5 primeiras posições na Austrália e no Canadá. O single "Sparks" se tornou o primeiro hit de Duff a entrar no top dez da Dance Club Songs da Billboard desde "Reach Out" de 2008, sua quarta entrada no top dez e seu quinto single a entrar na parada no geral. "Sparks" foi certificado como disco de ouro no México (AMPROFON).
Duff trabalhou com vários cantores e compositores famosos. Ela se juntou ao cantor britânico Ed Sheeran para a faixa "Tattoo" e com Tove Lo para o single "Sparks", além de trabalhar com Matthew Koma na faixa-título, entre outros. Ela também se juntou à colaboradora de longa data Kara DioGuardi para a faixa "Rebel Hearts". Duff promoveu Breathe In. Breathe Out. apenas por meio de aparições em programas de entrevistas na televisão e em entrevistas de rádio, já que ela confirmou em 2016 que não faria uma turnê para promover o álbum, apesar de seus planos declarados anteriormente. É também seu único lançamento pela RCA Records.

## Antecedentes e produção
"Eu definitivamente quero que as pessoas sintam que estão tendo um vislumbre da minha vida e do que eu sou feita. Eu sou uma garota normal que teve uma vida não tão normal. Eu sinto que meus fãs ficaram comigo porque eles se identificam comigo e eu quero que eles se identifiquem. Eu quero que eles sintam que podemos sair e ter uma noite divertida juntos. Eu quero que eles saibam que meu coração foi partido, mas não é o fim do mundo. A vida continua. Eu quero que eles sintam que estou lá para eles. Eu quero que eles se sintam felizes. E eu quero que eles saibam que eu me importo e que eu me importei com eles durante todo esse tempo."

—Duff sobre o conteúdo das letras do álbum.
Duff disse à MTV News, na final do Total Request Live, em 16 de novembro de 2008, que começaria a trabalhar em seu quinto álbum de estúdio em "duas semanas". Quando questionada sobre como as novas músicas soariam, Duff respondeu: "Eu gosto de tantos estilos musicais diferentes. Algo pop e cativante — sou feminina, mas acho que sou meio durona, então talvez uma pequena influência do rock. O plano, no entanto, nunca se concretizou, e Duff entrou em um longo hiato da música.
Em janeiro de 2012, Duff anunciou que estava gravando novo material com os músicos Jason Evigan e Ali Tamposi, durante sua gravidez, e novamente em setembro de 2013, principalmente com o produtor estadunidense Billy Mann. As primeiras sessões de gravação do álbum consistiram em faixas de EDM que mais tarde foram descartadas em favor de músicas com um toque folk-pop porque Duff sentiu que "não era o impulso que [ela] queria lançar". Sessões posteriores resultaram nos singles "Chasing the Sun" e "All About You", ambos fortemente influenciados pelos gêneros folk-pop e pop acústico que Duff buscava. Em outubro de 2014, ela gravou inúmeras faixas cujos títulos foram publicados online por meio das redes sociais. Em meados de 2015, fotos da sessão de fotos do álbum folk-pop descartado vazaram online no Twitter.[carece de fontes?]
Em fevereiro de 2015, Duff decidiu mais uma vez levar o álbum em uma direção diferente e começou a trabalhar na Suécia com o produtor sueco Christian "Bloodshy" Karlsson e com a cantora compatriota Tove Lo em novas faixas de estilo dance para o álbum. Duff comentou que ela "realmente queria algumas daquelas músicas pop superfortes que a Suécia parece estar realmente curtindo agora". Algumas das faixas com influência folk originalmente planejadas para o álbum antes da mudança de direção, como "Tattoo", "Brave Heart" e "Belong", conseguiram entrar no álbum apesar da mudança. "Chasing the Sun" e "All About You" apareceram mais tarde como faixas bônus nas edições Fanjoy e japonesa do álbum.
Duff descreveu a mudança na direção musical do álbum em uma entrevista à MTV em 2015, afirmando: "O álbum é uma variedade de coisas. Eu diria definitivamente que no começo, quando comecei a compor, era bem pesado, vindo do meu último ano de vida. Mudou desde então, o que é bom porque eu acho que o tema geral também — eu, pessoalmente, não sou essa garota super pesada. Sabe? Eu gosto de sol, então mudou bastante e me sinto muito melhor." Na entrevista, também foi mencionado que uma faixa intitulada "This Heart", que era sobre seu filho, estaria no álbum e também foi especulada como o título. A faixa, no entanto, nunca chegou à sua versão final.

## Lançamento e título
Em julho de 2014, Duff anunciou que tinha assinado um contrato com a gravadora RCA Records, e que terminaria e lançaria seu quinto álbum de estúdio, então sem título, entre as filmagens de seu novo programa de televisão, Younger. Ela planejou fazer um pouco de promoção do álbum durante esse período, mas revelou que não iniciaria uma "divulgação completa" até que as filmagens do seu programa terminassem em 12 de dezembro. A faixa "Outlaw" foi usada pela primeira vez no nono episódio do Younger e mais tarde foi disponibilizada na edição Fanjoy e na edição japonesa do Breathe In. Breathe Out. Duff anunciou no final de agosto que o álbum não seria lançado em outubro, como originalmente planejado, e que os fãs teriam que esperar "mais alguns meses" para que ele fosse lançado.
Duff anunciou o título do álbum e revelou a sua capa, em 13 de maio de 2015. Antes do lançamento do título e da capa, Duff anunciou que os fãs teriam a oportunidade de encomendar o álbum e ter seus nomes impressos em uma edição especial do encarte do álbum. Ela enviou a vários fãs que estavam entre os primeiros a encomendar o álbum balões brancos com a capa do álbum impressa neles. Os pacotes que eles receberam também incluíam uma nota escrita à mão por Duff sobre o álbum. Alguns dos fãs twittaram sobre os pacotes que eles tinham recebido, e um representante de Duff confirmou que eles eram oficiais.
Breathe In. Breathe Out. tem esse nome em homenagem a uma música que ela gravou com Matthew Koma, que, de acordo com Duff, ficou "presa" com ela durante todo o processo de gravação do álbum. Ela explicou ainda: "Nos últimos anos da minha vida, isso tem sido algo que realmente me ajudou fundo simplesmente inspirar e expirar fundo. Pode ser uma coisa boa, pode ser uma luta, pode ser uma coisa poderosa fundo é apenas um bom lembrete para todos se lembrarem de fazer isso. É um alívio."

## Composição

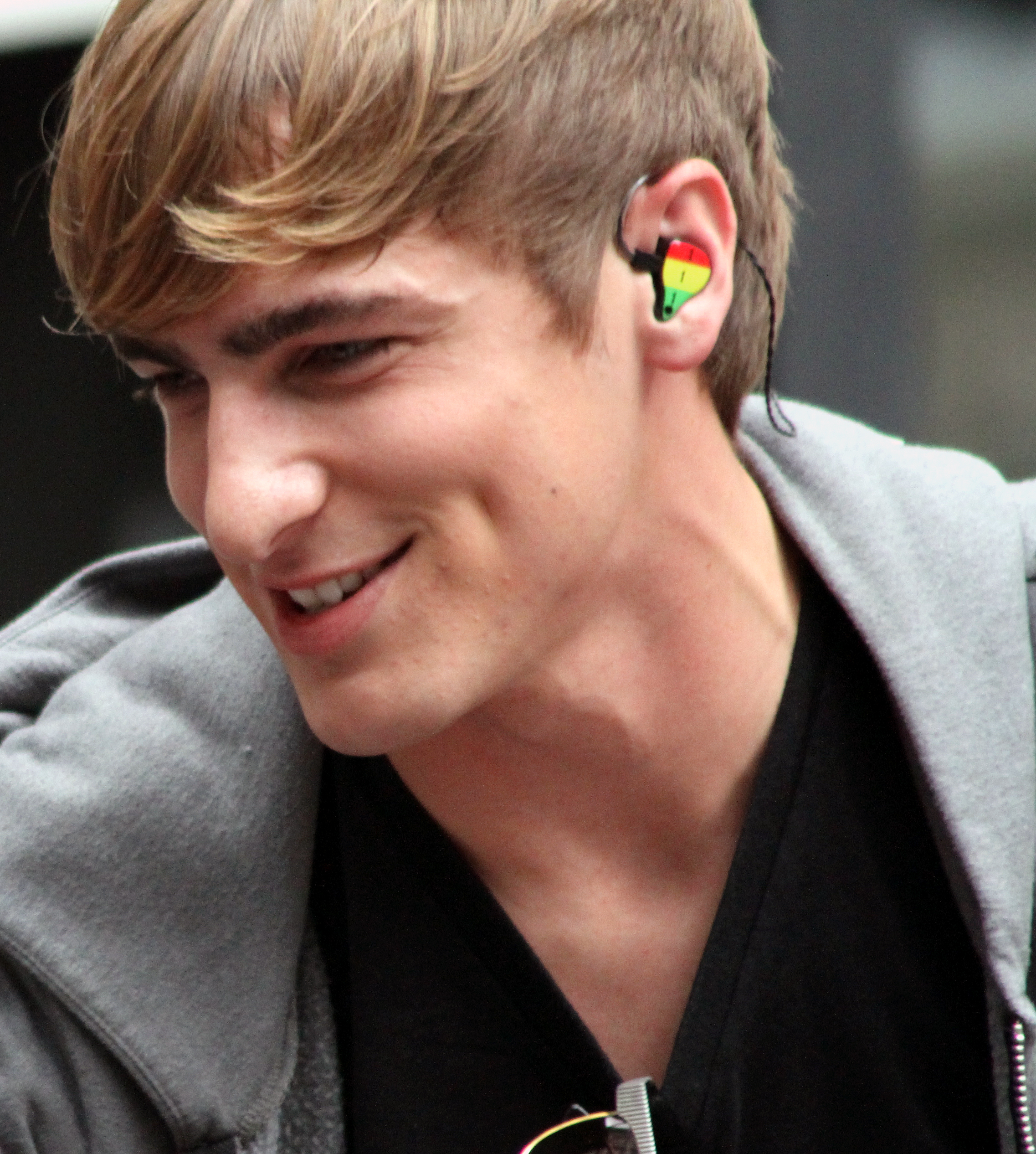
O cantor estadunidense Kendall Schmidt (imagem) participa da faixa "Night Like This".

Em uma entrevista à MTV, Duff descreveu a faixa "One in a Million", escrita por Tove Lo, como um "hino do tipo 'foda-se' sobre um cara que não está te tratando bem". Ela também disse que "Tattoo", escrita por Ed Sheeran, é "uma linda canção sobre o fim de um relacionamento e o que ele deixa para trás". Ambas as canções foram reconhecidas como as favoritas e as mais emocionantes de Duff neste álbum, respectivamente. "Brave Heart" é uma música inspiradora sobre encontrar a coragem de deixar alguém ir, mesmo quando você tem medo do que está por vir. "Eu estava sozinha há cerca de quatro meses e é difícil, mas também encontrei muita força e percebi que conseguia lidar com isso", diz ela. "É uma música sobre estar pronta para seguir em frente, seja com um parceiro ou um amigo. Você precisa ser corajosa em um relacionamento."
Apesar do emocionalismo em Breathe In. Breathe Out., o clima nunca é deprimente, algo que Duff fez questão de garantir. "Há várias músicas de quando comecei a compor que não estão no álbum porque eu queria que fosse um disco que transmitisse bem-estar aos meus fãs", diz ela. "Sou uma pessoa tão feliz e tão grata pela vida que tenho e pela pausa que pude tirar para viver uma vida mais tranquila e ter algumas dessas experiências."
"Picture This" é uma canção sexy sobre estar obcecado por alguém com quem você tem química física, mas saber que isso não vai durar para sempre. A última faixa do álbum, "Night Like This", é um dueto com Kendall Schmidt, ex-integrante do Big Time Rush. Duff compôs a música e descreveu que ela era sobre "estar preso em um táxi em Nova York com alguém".
A faixa "Belong", que aparece na versão deluxe do álbum, foi coescrita por Toby Gad. "Tem uma música chamada 'Belong' [no álbum] que eu adoro. Parece cafona quando falo dela, mas não é cafona de jeito nenhum, e é mais sobre não esperar por nada. Simplesmente ir em frente e não se conter", disse Duff em uma entrevista.
Antes das sessões de gravação na Suécia, Duff gravou inúmeras faixas folk-pop, algumas das quais ela mencionou durante entrevistas. Entre elas está uma faixa intitulada "If I Fall", que Duff descreveu como "sobre mim dando um passo para trás e meio que fechando todo o meu negócio, e todos não acreditando em mim e eu ficando com muito medo de ficar sozinha depois de ter sido cercada por 100 pessoas por cinco anos da minha vida". No entanto, a música nunca chegou à sua versão final. Ela também disse: "E as outras são tipo, algumas músicas de festa, uma música sobre [meu filho] Luca, uma música sobre a minha separação e meu amor por essa pessoa, sobre a qual talvez não devêssemos ficar juntos, ou talvez devêssemos. Quer dizer, é muito, muito pessoal, mas eu diria que tem um espírito alegre, que sou eu."

## Promoção
De acordo com Duff, ela ficou decepcionada por nunca ter tido a chance de "promover adequadamente" os singles "Chasing the Sun" e "All About You", mas que seus lançamentos lhe deram "um gostinho de novo" depois de "estar fora do mundo da música por sete anos". "É apenas um ato de equilíbrio entre tentar ter duas carreiras que ocupam muito do meu tempo. E também ser mãe — a mais importante para mim", disse Duff.
Durante a semana do lançamento de Breathe In. Breathe Out., Duff fez aparições no Good Morning America, Live with Kelly and Mark e The View. Em 16 de junho de 2015, a artista conduziu uma sessão de perguntas e respostas no Twitter por meio da conta do iHeartRadio, respondendo às perguntas dos fãs sobre sua música e turnês. Uma das perguntas feitas foi se ela sairia em turnê, ao que ela respondeu: "Não tenho nenhuma data definida, terá que ser depois que eu filmar a segunda temporada da série!"[carece de fontes?] Duff estava programada para se apresentar em vários eventos em 2015, no entanto, muitos deles foram cancelados. Ela havia cancelado uma apresentação programada na Macy's Thanksgiving Day Parade no ano anterior.
A artista lançou dois vídeos em sua página oficial no Vevo nos dois meses seguintes ao lançamento do álbum. A primeira delas foi uma performance acústica da faixa "Tattoo", lançada em 18 de junho. A performance foi gravada ao vivo no quintal de sua casa. No mês seguinte, ela lançou um videoclipe de montagem para a faixa "My Kind". O vídeo documenta seus ensaios para a coreografia de "Sparks". Inicialmente especulado como o lead single do álbum, foi desmentido por seu empresário no Twitter. Duff revelou em uma entrevista ao E! News em janeiro de 2016 que não faria turnê para divulgar o álbum e reafirmou isso em uma entrevista para o AOL Build.

## Singles
Duff achou que o processo de escolha do single de "retorno" foi "muito difícil". Segundo a artista, houve uma forte ligação entre "All About You", "Chasing the Sun" e "Tattoo". A segunda acabou por ser escolhida e lançada via download digital nos Estados Unidos em 29 de julho de 2014.
Menos de um mês após o lançamento de "Chasing the Sun", Duff anunciou que lançaria outro single, "All About You". Nos Estados Unidos, foi lançado via download digital em 12 de agosto e enviada para estações radiofônicas de mainstream em 26 de agosto. Ambos os singles foram incluídos apenas como faixas bônus nas edições japonesa e Fanjoy do álbum, após a decisão da artista de levar o álbum em uma direção voltada para a dança.
Em 7 de abril de 2015, Duff lançou "Sparks" como o primeiro single oficial do álbum. Seu videoclipe de acompanhamento estreou em 14 de maio, onde mostrava a intérprete dançando e, ao mesmo tempo, narrando suas experiências em encontros do Tinder. Em 28 de maio, após a reação negativa dos fãs, uma "versão exigida pelos fãs" do vídeo foi lançada, na qual as partes do Tinder foram cortadas.

## Recepção

### Crítica profissional
| Críticas profissionais | Críticas profissionais |
| Pontuações agregadas   | Pontuações agregadas   |
| Fonte                  | Avaliação              |
| ---------------------- | ---------------------- |
| AOTY                   | 65/100                 |
| Avaliações da crítica  |                        |
| Fonte                  | Avaliação              |
| AllMusic               | [ 41 ]                 |
| HitFix                 | (mista)                |
| Idolator               | [ 43 ]                 |
| Knoxnews               | [ 44 ]                 |
| musicOMH               | [ 45 ]                 |
| Nylon                  | (favorável)            |
| The Star               | 7/10                   |
| Time                   | (favorável)            |
| The Verge              | (favorável)"           |

Breathe In. Breathe Out. recebeu críticas positivas dos críticos musicais. Nolan Feeney, da revista Time, chamou o álbum de "diversão pop sem sentido", mas também afirmou que ele "divide a diferença entre as músicas de sucesso das casas noturnas contemporâneas e o pop de meados dos anos 2000, que envelheceu melhor do que Duff ou qualquer outra pessoa poderia ter imaginado". O Idolator deu ao álbum três estrelas de um total de cinco, escrevendo que, embora alguns dos prazeres do álbum sejam mais "discretos", eles mencionaram que há "verdadeiras preciosidades" no álbum. Eles elogiaram Duff e sua equipe por focarem "na produção elegante e em camadas deste último, o que garante que BIBO seja talvez o álbum pop mais elegante e cuidadosamente elaborado deste ano até agora".
Yasmeen Gharn, da revista Nylon, fez uma crítica positiva do álbum, observando que ele foi "uma evolução natural de seu último trabalho musical, Dignity. Ela elogiou Duff por não seguir a direção folk-pop explorada inicialmente em "Chasing The Sun". Yasmeen criticou as letras do álbum por serem "bregas às vezes" e "cheias de metáforas sem sentido", mas chamou as músicas de "relacionáveis e cativantes". Katie Hasty, do HitFix, fez uma crítica mista, descrevendo as músicas como "pop genérico", mas classificando o álbum como um todo como um "prazer inconsciente". Em sua crítica para o jornal The Star, Chester Chin disse que na melhor das hipóteses, o álbum "apresenta sucessos pop elegantes com breves flertes folclóricos que habilmente equilibram o sexy e o sofisticado".

### Reconhecimento
A revista Spin incluiu a obra na 25.ª posição de sua lista de fim de ano dos 25 melhores álbuns pop de 2015.

## Alinhamento de faixas
A lista de faixas oficial do álbum foi revelada no dia 28 de maio de 2015 através do website oficial e redes sociais de Duff. Na foto, a artista está sentada sobre um espelho com um visual similar ao do videoclipe de "Sparks". A sua imagem é refletida pelo espelho, bem como as músicas também são refletidas em uma imagem criativa.
| Breathe In. Breathe Out. — Edição padrão |                                                  |                                                                    |                                              |         |  |
| N.º                                      | Título                                           | Compositor(es)                                                     | Produtor(es)                                 | Duração |  |
| 1.                                       | "Sparks"                                         | Christian Karlsson Peter Thomas Ebba Tove Elsa Nilsson Sam Shrieve | Thomas Bloodshy Svidden [a] Emily Wright [b] | 3:05    |  |
| 2.                                       | "My Kind"                                        | Jason Gill Elina Stridh                                            | Gill                                         | 3:27    |  |
| 3.                                       | "One in a Million"                               | Nilsson Oscar Görres Ilya Salmanzadeh                              | Ilya OzGo                                    | 3:45    |  |
| 4.                                       | "Confetti"                                       | Matthew Koma Kevin Nicholas Drew Richard W. Nowels Ellen Shipley   | KDrew Koma                                   | 3:49    |  |
| 5.                                       | "Breathe In. Breathe Out."                       | Koma Dan Book                                                      | Koma Book                                    | 3:33    |  |
| 6.                                       | "Lies"                                           | Hilary Duff Oscar Holter Albin Nedler Kristoffer Fogelmark         | Holter Wright [b]                            | 3:36    |  |
| 7.                                       | "Arms Around a Memory"                           | Koma                                                               | Koma KDrew Book [c]                          | 3:16    |  |
| 8.                                       | "Stay in Love"                                   | Nilsson Michael Angelo                                             | Angelo Gill [b]                              | 3:33    |  |
| 9.                                       | "Brave Heart"                                    | Duff Jerrod Bettis Sean Douglas                                    | Bettis                                       | 3:33    |  |
| 10.                                      | "Tattoo"                                         | Ed Sheeran Jake Gosling Chris Leonard                              | Gosling                                      | 3:28    |  |
| 11.                                      | "Picture This"                                   | Duff Mitchy Collins Christian Medice                               | Medice                                       | 3:21    |  |
| 12.                                      | "Night Like This" (com part. de Kendall Schmidt) | Duff Ian Kirkpatrick Lindy Robbins                                 | Kikrpatrick                                  | 3:46    |  |
| Duração total:                           | Duração total:                                   | Duração total:                                                     | Duração total:                               | 42:12   |  |

| Breathe In. Breathe Out. — Edição exclusiva da Target, deluxe internacional e vinil de 2023 |                |                                                                            |                |         |  |
| N.º                                                                                         | Título         | Compositor(es)                                                             | Produtor(es)   | Duração |  |
| 13.                                                                                         | "Belong"       | Sam Watters Edwin "Lil Eddie" Serrano Mike Einziger Toby Gad Mike Einziger | Gad            | 3:35    |  |
| 14.                                                                                         | "Rebel Hearts" | Duff Christopher J. Baran Audra Mae Skyler Stonestreet Kara DioGuardi      | CJ Baran       | 3:19    |  |
| Duração total:                                                                              | Duração total: | Duração total:                                                             | Duração total: | 49:06   |  |

| Breathe In. Breathe Out. — Edição japonesa e reedição digital deluxe de 2022 |                   |                                              |                     |         |  |
| N.º                                                                          | Título            | Compositor(es)                               | Produtor(es)        | Duração |  |
| 15.                                                                          | "Chasing the Sun" | Colbie Caillat Jason Reeves Gad              | Gad Josh Cumbee [b] | 2:42    |  |
| 16.                                                                          | "All About You"   | Duff Kristian Lundin Savan Kotecha Carl Falk | Lundin Falk         | 2:42    |  |
| 17.                                                                          | "Outlaw"          | Duff Kirkpatrick Robbins                     | Kirkpatrick         | 3:04    |  |
| Duração total:                                                               | Duração total:    | Duração total:                               | Duração total:      | 57:34   |  |

| Breathe In. Breathe Out. — Edição Fanjoy (cartão bônus para download) |                                     |                          |                         |         |  |
| N.º                                                                   | Título                              | Compositor(es)           | Produtor(es)            | Duração |  |
| 1.                                                                    | "Chasing the Sun"                   | Caillat Reeves Gad       | Gad Cumbee [b]          | 2:42    |  |
| 2.                                                                    | "All About You"                     | Duff Lundin Kotecha Falk | Lundin Falk             | 2:42    |  |
| 3.                                                                    | "Outlaw"                            | Duff Kirkpatrick Robbins | Kirkpatrick             | 3:04    |  |
| 4.                                                                    | "Chasing the Sun" (Dave Audé remix) | Caillat Reeves Gad       | Gad Cumbee [b] Audé [d] | 3:41    |  |
| Duração total:                                                        | Duração total:                      | Duração total:           | Duração total:          | 12:09   |  |

Notas
- ↑a  significa um co-produtor
- ↑b  significa um produtor vocal
- ↑c  significa um produtor adicional
- ↑d  significa um remixer
- "Confetti" contém uma interpolação de "Heaven Is a Place on Earth", interpretada por Belinda Carlisle e escrita por Richard W. Nowels e Ellen Shipley.

## Desempenho comercial
Breathe In. Breathe Out. estreou na quinta posição na parada Billboard 200 dos Estados Unidos, vendendo 39 mil cópias em sua primeira semana, marcando seu quinto álbum entre os cinco primeiros na parada. Os críticos consideraram a posição impressionante, considerando que era seu primeiro lançamento em oito anos. No entanto, Breathe In. Breathe Out também é o primeiro trabalho de estúdio de Duff a não receber nenhuma certificação da RIAA. A música também caiu da 5ª para a 65ª posição na segunda semana. Saiu da parada na quarta semana de lançamento.
Na Austrália, alcançou uma posição mais alta, estreando na quarta posição nas paradas da ARIA, enquanto no Canadá estreou na quinta posição. Alcançou um sucesso moderado em outros lugares, alcançando as 20 primeiras posições no México e na Espanha.
| País — Tabela musical (2015)   | Posição de pico |
| ------------------------------ | --------------- |
| Austrália (ARIA)               | 4               |
| Bélgica (Ultratop (Flandres)   | 156             |
| Bélgica (Ultratop (Valônia)    | 200             |
| Canadá (Canadian Albums)       | 5               |
| Escócia (Scottish Albums)      | 82              |
| Espanha (PROMUSICAE)           | 19              |
| Estados Unidos (Billboard 200) | 5               |
| Irlanda (OCC)                  | 77              |
| Itália (FIMI)                  | 78              |
| Japão (Oricon)                 | 198             |
| México (AMPROFON)              | 17              |
| Nova Zelândia (RMNZ)           | 29              |
| Reino Unido (Digital Albums)   | 91              |

## Histórico de lançamento
| Região         | Data                 | Formato(s)                 | Edição        | Gravadora | Ref.           |
| -------------- | -------------------- | -------------------------- | ------------- | --------- | -------------- |
| Dinamarca      | 12 de junho de 2015  | CD                         | Padrão deluxe | Sony      | [ 71 ]         |
| Alemanha       | 12 de junho de 2015  | Download digital           | Deluxe        | Sony      | [ 72 ]         |
| Brasil         | 12 de junho de 2015  | Download digital           | Padrão deluxe | Sony      | [ 73 ]         |
| Países Baixos  | 12 de junho de 2015  | Download digital           | Padrão deluxe | Sony      | [ 74 ]         |
| Suécia         | 12 de junho de 2015  | CD                         | Padrão deluxe | Sony      | [ 75 ]         |
| França         | 15 de junho de 2015  | Download digital           | Padrão deluxe | Sony      | [ 76 ]         |
| Canadá         | 16 de junho de 2015  | CD                         | Padrão deluxe | Sony      | [ 77 ]         |
| Itália         | 16 de junho de 2015  | Download digital           | Padrão deluxe | Sony      | [ 78 ]         |
| Nova Zelândia  | 16 de junho de 2015  | CD                         | Padrão        | Sony      | [ 79 ]         |
| Polónia        | 16 de junho de 2015  | CD                         | Padrão deluxe | Sony      | [ 80 ]         |
| Espanha        | 16 de junho de 2015  | CD                         | Padrão        | Sony      | [ 81 ]         |
| Estados Unidos | 16 de junho de 2015  | Download digital           | Padrão        | RCA       | [ 82 ]         |
| Estados Unidos | 16 de junho de 2015  | CD                         | Padrão Target | RCA       | [ n 1 ] [ 53 ] |
| Espanha        | 17 de junho de 2015  | Download digital           | Padrão deluxe | Sony      | [ 83 ]         |
| Alemanha       | 19 de junho de 2015  | CD                         | Deluxe        | Sony      | [ 84 ]         |
| Austrália      | 19 de junho de 2015  | CD                         | Deluxe        | Sony      | [ 85 ]         |
| Reino Unido    | 22 de junho de 2015  | CD download digital        | Deluxe        | RCA       | [ 86 ] [ 87 ]  |
| Itália         | 23 de junho de 2015  | CD                         | Deluxe        | Sony      | [ 88 ]         |
| México         | 26 de junho de 2015  | CD                         | Deluxe        | Sony      | [ 89 ]         |
| Brasil         | 4 de agosto de 2015  | CD                         | Deluxe        | Sony      | [ 90 ]         |
| Brasil         | 5 de agosto de 2015  | Download digital           | Japonesa      | RCA       | [ 91 ]         |
| Japão          | 5 de agosto de 2015  | CD                         | Japonesa      | Sony      | [ 54 ]         |
| Várias         | 7 de outubro de 2022 | Download digital streaming | Japonesa      | RCA       | [ 55 ] [ 92 ]  |
| Estados Unidos | 28 de abril de 2023  | LP                         | Deluxe        | Sony      | [ n 2 ] [ 93 ] |